# Gorillini
Gorillini – monotypowe plemię ssaków naczelnych z podrodziny Homininae w obrębie rodziny człowiekowatych (Hominidae). Preferują naziemny tryb życia, są zwierzętami roślinożernymi, zamieszkują lasy tropikalne w Afryce. Dzielone są na dwa gatunki i według nadal trwającej debaty (2007) do czterech lub pięciu podgatunków.

## Rozmieszczenie geograficzne i biotop

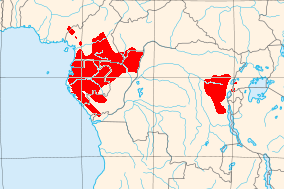
Występowanie goryli w Afryce Środkowej, 2007 rok

Zamieszkują lasy strefy równikowej w Afryce Środkowej, w dwóch obszarach wyraźnie oddzielonych przez rzekę Kongo. Wschodni obszar – położony w centralnej części kontynentu – obejmuje wschodnią część Demokratycznej Republiki Konga, Ugandę i Rwandę. Zachodni obszar występowania goryli to Nigeria, Kamerun, Republika Środkowoafrykańska, Gwinea Równikowa, Gabon, Kongo, Angola i zachodnie krańce Demokratycznej Republiki Konga.
Poszczególne populacje goryli zamieszkują różnorodne siedliska od bagien i terenów nizinnych po górskie lasy na wysokości 1900 m n.p.m. (goryle nizinne) i 600–3800 m n.p.m. (goryle górskie).

## Systematyka
Rodzaj Gorilla zdefiniował w 1852 roku francuski zoolog Isidore Geoffroy Saint-Hilaire w artykule zatytułowanym O naturalnych powiązaniach goryla; uwagi po lekturze M. Duvernoya, opublikowanym w czasopiśmie „Comptes rendus hebdomadaires de l’Académie des Sciences”. Gatunkiem typowym jest (oznaczenie monotypowe) goryl nizinny (G. gorilla).

### Etymologia
- Gorilla: nazwa rodzajowa pochodzi od greckiego słowa Γοριλλαι Gorillai ‘plemię owłosionych kobiet’ nazwane przez Hannona, kartagińskiego żeglarza, który przypuszczalnie przybył (około 480 p.n.e.) na obszar dzisiejszego Sierra Leone[12].
- Pseudogorilla: gr. ψευδος pseudos ‘fałszywy’; rodzaj Gorilla I. Geoffroy Saint-Hilaire, 1852 (goryl)[4]. Gatunek typowy: Gorilla mayema Alix & Bouvier, 1877 (= Troglodytes gorilla Savage, 1847).

### Podział systematyczny
W 1852 roku I. Geoffroy Saint-Hilaire przeniósł gatunek do nowego rodzaju Gorilla. Od 1993 klasyfikacja systematyczna goryli ulegała znacznym zmianom. Początkowo dla gatunku Gorilla gorilla wyróżniano dwa podgatunki: Gorilla gorilla gorilla i Gorilla gorilla beringei określane odpowiednio jako goryl nizinny i goryl górski. Badania prowadzone systematycznie od 1959 roku wykazały, że oddzielone od siebie odległością ok. 1000 km populacje określane jako zachodnia i wschodnia różnią się znacznie nie tylko od siebie, ale również wewnątrz siebie. Różnice geograficzne i morfologiczne spowodowały wydzielenie dwóch odrębnych gatunków, a wśród nich czterech podgatunków nazwanych odpowiednio do lokalizacji geograficznej i zajmowanego siedliska. Do rodzaju należą następujące gatunki:
| Grafika | Gatunek          | Autor i rok opisu | Nazwa zwyczajowa | Podgatunki   | Rozmieszczenie geograficzne | Podstawowe wymiary           | Status IUCN |
| ------- | ---------------- | ----------------- | ---------------- | ------------ | --- | ---------------------------- | ----------- |
|         | Gorilla gorilla  | (Savage, 1847)    | goryl nizinny    | 2 podgatunki | południowo-wschodnia Nigeria, zachodnie i południowe Kamerun, południowo-zachodnia Republika Środkowoafrykańska, Gwinea Równikowa, Gabon, Kongo i północna Angola (Kabinda); zakres wysokości: 0–1900 m n.p.m.                          | DC: 103–107 cm MC: 57–191 kg | CR          |
|         | Gorilla beringei | Matschie, 1903    | goryl górski     | 2 podgatunki | wschodnia Demokratyczna Republika Konga (Wirunga, Park Narodowy Kahuzi-Biéga, góry Itombwe i Maiko-Tayna), południowo-zachodnia Uganda (Nieprzenikniony Las Bwindi) oraz północno-zachodnia Rwanda; zakres wysokości: 600–3800 m n.p.m. | DC: 101–120 cm MC: 60–209 kg | CR          |

Kategorie IUCN:  CR  – gatunek krytycznie zagrożony.

## Charakterystyka

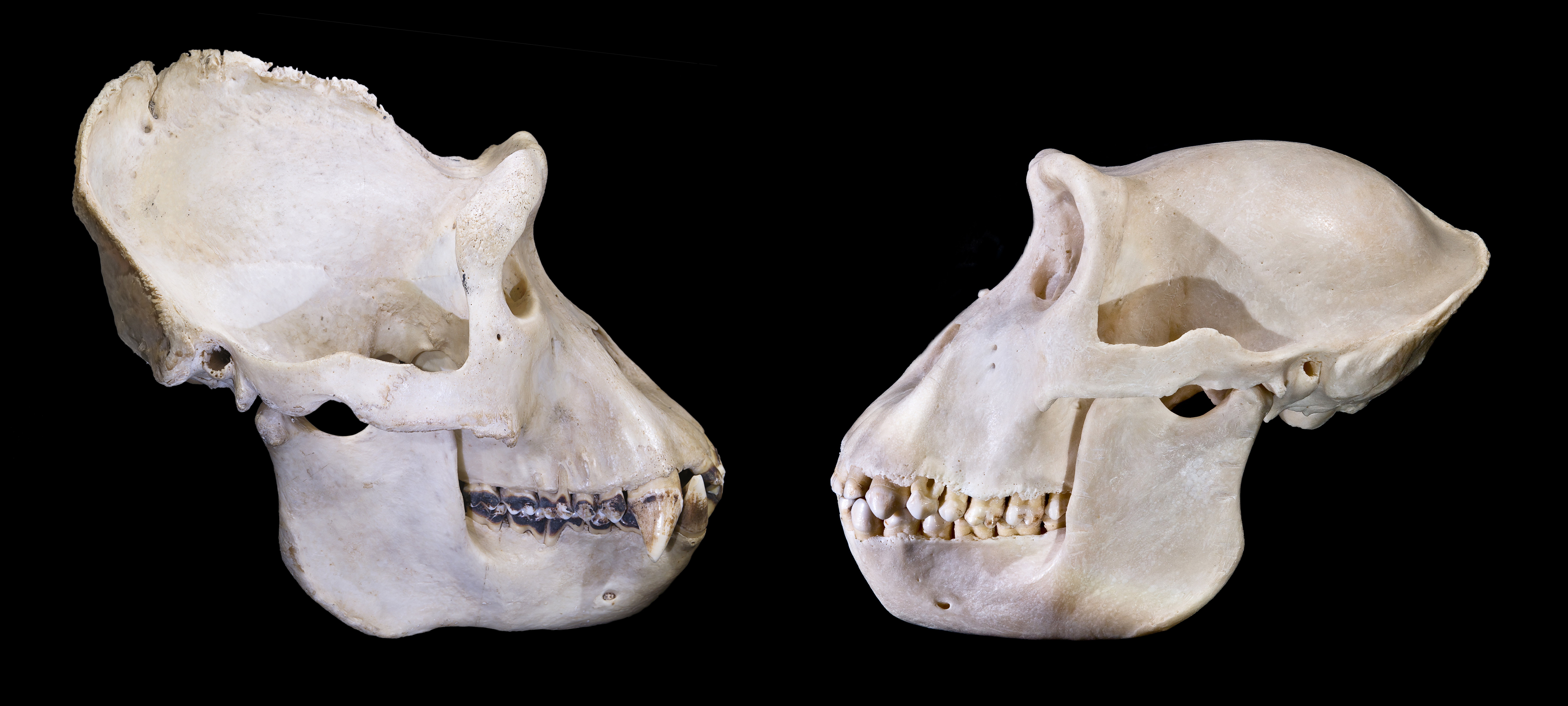
Dymorfizm płciowy czaszki (z lewej samiec, z prawej samica)

Długość ciała samców 103–120 cm, wysokość w pozycji stojącej samic 109–152 cm, samców 138–196 cm; masa ciała samic 57–98 kg, samców 120–209 kg. Okazjonalnie samce osiągają ponad 183 cm wysokości i 225 kg wagi (rekord na wolności). Jednak w niewoli notowano samce o wadze 270 kg. Goryle mają silnie prognatyczną część twarzową, ich żuchwa wystaje dalej na zewnątrz niż szczęka.

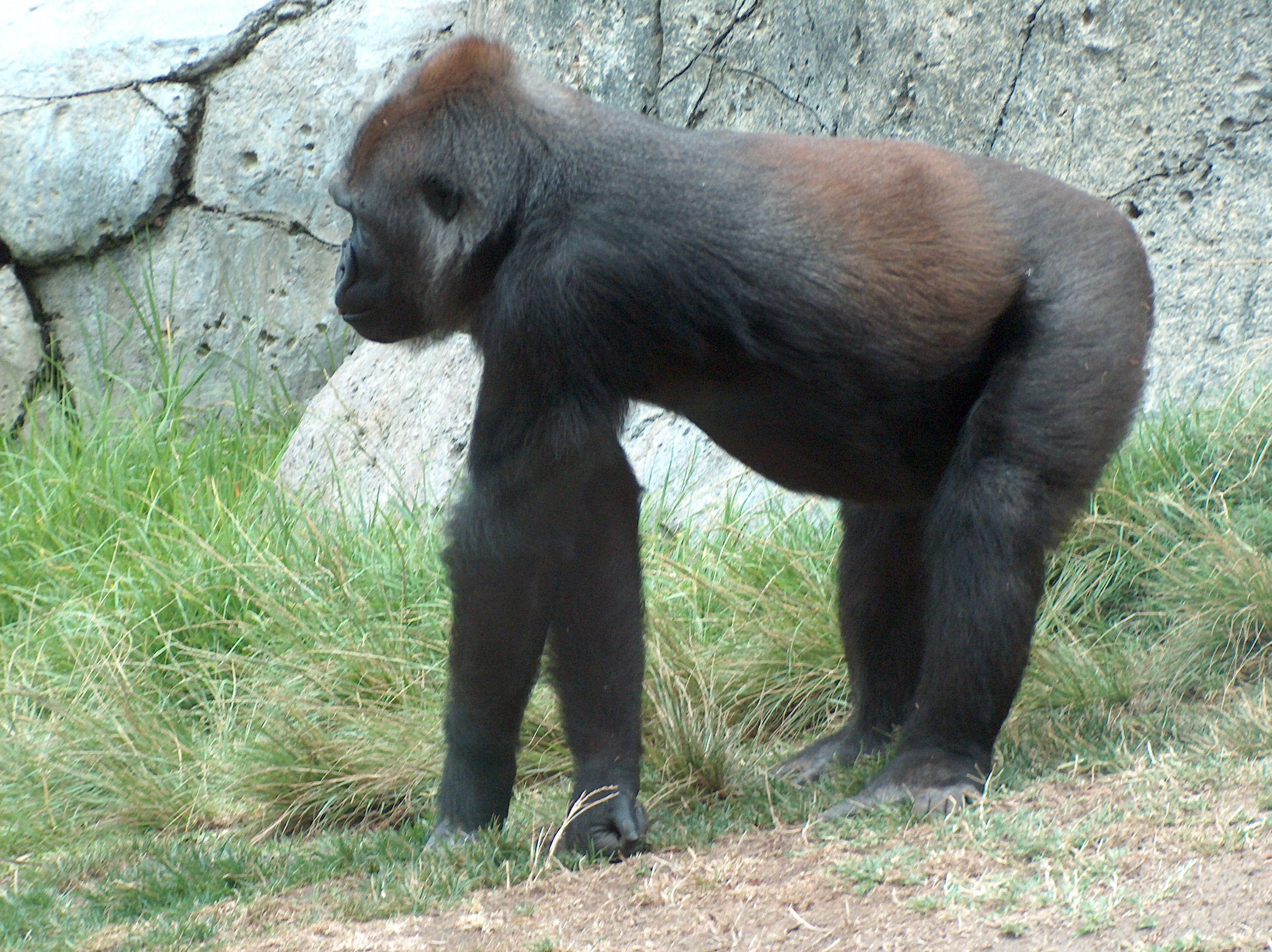
Goryle poruszają się po ziemi opierając się na kostkach wierzchu dłoni

Ciąża trwa 8,5 miesiąca, a odstęp między kolejnymi ciążami to zazwyczaj ok. 3 do 4 lat. Młode pozostaje przy matce przez 3–4 lata. Samice osiągają dojrzałość pomiędzy 10 a 12 rokiem życia (wcześniej w niewoli); z kolei samce później 11–13 lat. W naturalnych warunkach żyją 30–40 lat a w niewoli do 50 lat. W filadelfijskim zoo goryl Massa ustanowił rekord długowieczności – żył 54 lata.
Chociaż goryl swoją budową jest przystosowany do życia nadrzewnego, tylko młode lekkie osobniki spędzają większość czasu na drzewach. Dorosłe prowadzą głównie naziemny tryb życia. Poruszają się po ziemi, opierając się na kostkach wierzchu dłoni. Przez krótki czas mogą przyjmować postawę dwunożną.
W Port Lympne Wild Animal Park w Kent, w Anglii, żyje goryl Ambam, który nauczył się chodzenia w postawie wyprostowanej.
Prawie wszystkie goryle mają tę samą grupę krwi (B). Ponadto mają indywidualne odciski palca, tak samo jak ludzie.
Goryl jest w stanie podnieść ciężar o masie 980 kg.

## Tryb życia

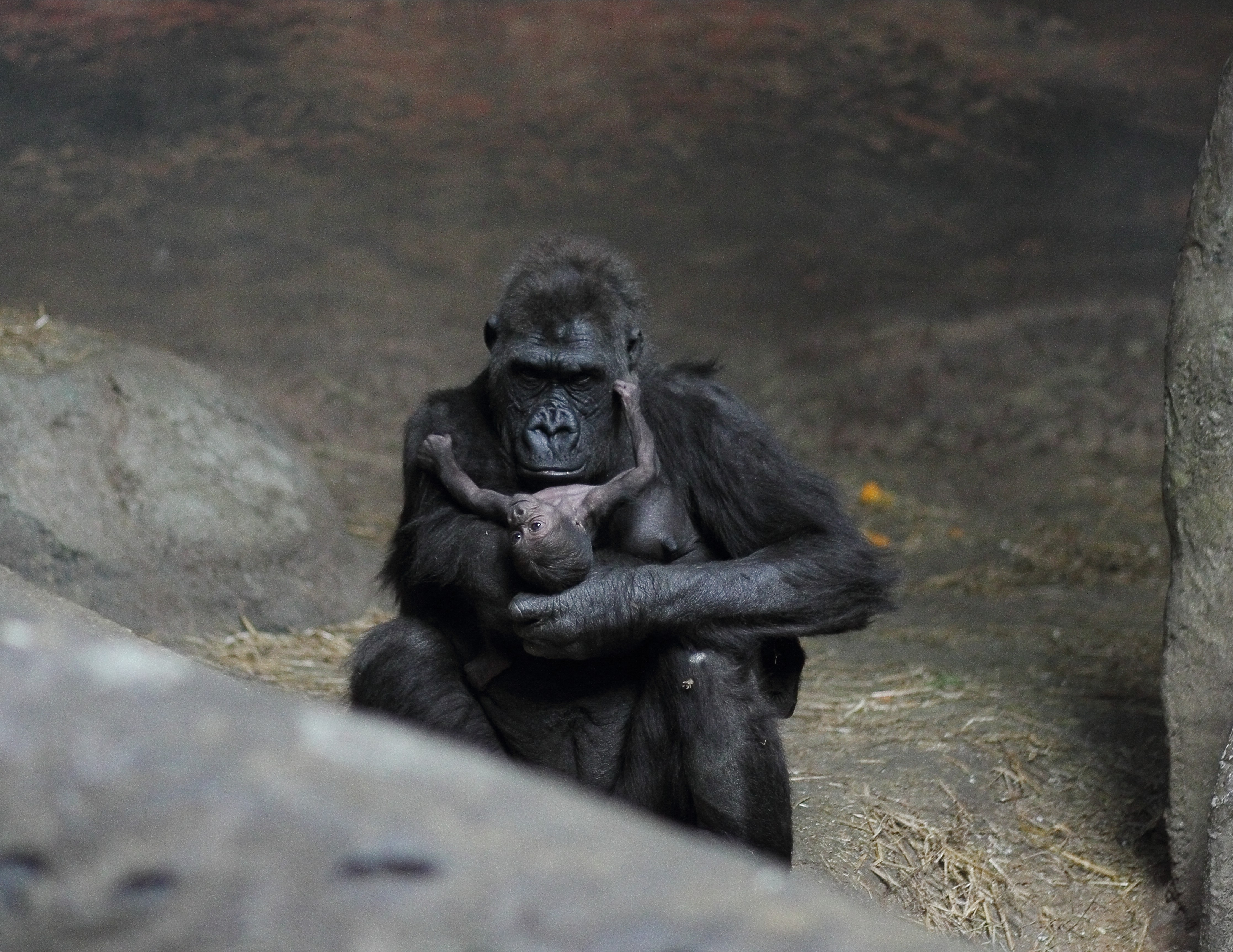
Samica z małym gorylem

Prowadzą spokojny tryb życia, spędzając większość czasu w grupach rodzinnych, które przemieszczają się po terytorium o powierzchni 5–30 km². Noc spędzają w legowisku z liści i gałęzi. Żerują rano i po południu, odpoczywając w nocy i około południa. Tryb życia i dieta różnią się u poszczególnych podgatunków. Goryle potrafią wykorzystywać kamienie jako proste narzędzia służące do rozbijania łupin orzechów.

### Pokarm
Goryle są zwierzętami roślinożernymi, zjadają owoce, liście, pędy, kiełki, korzenie, korę oraz sporadycznie – owady, które składają się na 1–2% ich diety. Występuje u nich koprofagia pozwalająca na zwiększenie wykorzystania pokarmu. W odchodach goryli odnaleziono ślady DNA dujkerów i małp, co wskazuje, że goryle od czasu do czasu mogą żywić się również kręgowcami. Hipoteza ta pozostaje jednak spekulacją, ponieważ dotąd nie zaobserwowano takiego zachowania.

## Status zagrożenia
Obydwa gatunki goryla są krytycznie zagrożone wyginięciem.